# Wolff-Kishner-Reaktion
Die Wolff-Kishner-Reaktion oder Wolff-Kishner-Reduktion ist eine chemische Reaktion, mit deren Hilfe es möglich ist Aldehyde und Ketone zu Alkanen zu reduzieren. Die Reaktion trägt den Namen ihrer Entdecker, dem deutschen Chemiker Ludwig Wolff und dem russischen Chemiker Nikolai Kischner (1867–1935).

## Mechanismus
In der Reaktion wird zunächst die Carbonylverbindung mit Hydrazin zum Hydrazon umgesetzt. Anschließend wird ohne Isolierung des Hydrazons durch starke Basen (hier Hydroxid-Ion) Stickstoff eliminiert und es verbleibt das Alkan. Die Wolff-Kishner-Reaktion ist komplementär zur Clemmensen-Reduktion, die im Sauren zur Reduktion von Ketonen und Aldehyden dient. Die Wolff-Kishner-Reaktion ist aufgrund der harschen Reaktionsbedingungen (hohe Temperatur, Zugabe festen KOHs) nur für basenstabile Verbindungen geeignet.

## Variante nach Huang Minlon
Die Variante nach Huang Minlon, einem chinesischen Chemiker, führt durch Verwendung eines hochsiedenden Lösungsmittels zu besseren Ausbeuten. Die Verwendung von festem KOH in Diethylenglykol hat heutzutage daher die Verwendung von Kalilauge vollkommen ersetzt.
Die Variante wurde entdeckt, als bei einer Reaktion der Stopfen eines Kolbens vom Glaskolben flog und das enthaltene Wasser verdampfte. Der Inhalt hatte sich dabei nicht wie erwartet zersetzt, es war sogar mehr Produkt als erwartet entstanden. Wie weitere Untersuchungen zeigten, beruhte dies darauf, dass die Reaktion bei Temperaturen >100 °C bevorzugt abläuft.

## Variante nach Cram
Eine modernere Variante nach Donald J. Cram verwendet Dimethylsulfoxid als Lösemittel und Kalium-tert-butanolat als Base. Da Kalium-tert-butanolat stärker basisch als Kaliumhydroxid ist, kann die Reaktion schon bei Raumtemperatur durchgeführt werden.

## Ähnliche Reaktionen
Eine der Wolff-Kishner-Reaktion verwandte Reaktion verwendet, wie unten dargestellt, Toluolsulfonylhydrazid; das entstehende Hydrazon wird dann mit Natriumborhydrid zum Alkan reduziert. Der Vorteil besteht in der Vermeidung sowohl stark saurer als auch stark basischer Reaktionsbedingungen, sodass Reduktionen in der α-Stellung zu chiralen Zentren möglich werden. Allerdings können so keine Diarylketone reduziert werden.
Als komplementär zur Wolff-Kishner-Reaktion kann die Clemmensen-Reduktion angesehen werden, bei der im salzsauren Medium Aldehyde oder Ketone durch amalgamiertes Zink zu den entsprechenden Methyl- bzw. Methylen-Verbindungen reduziert werden.